# Nurse 3D
Nurse 3D är en amerikansk erotisk skräckthriller från 2013 i regi av Doug Aarniokoski och med manus av David Loughery.

## Handling
Abby Russell (Paz de la Huerta) arbetar på dagarna som sjuksköterska. Nattetid mördar hon män som varit otrogna mot sina hustrur. Hon avpolletterar männen på olika sätt: på ett offer skär hon av lårbensartären, medan ett annat offer injiceras med en stark dos muskelavslappnande medel så att han senare omkommer i en singelolycka. En yngre sjuksköterska är dock Abby på spåren.